# Strophanthus
Strophanthus é um género botânico pertencente à família Apocynaceae.

## Flores

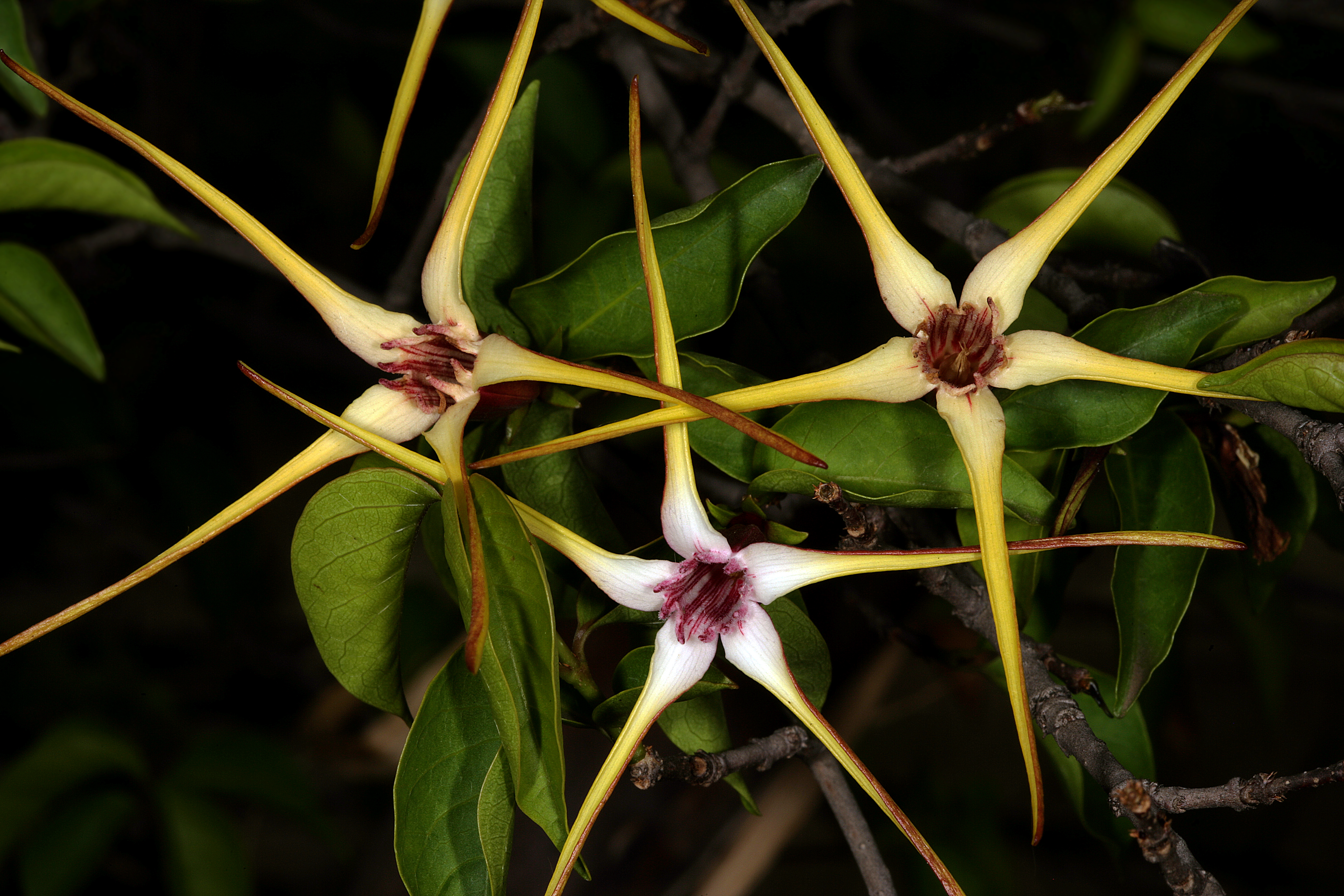
Strophanthus amboensis
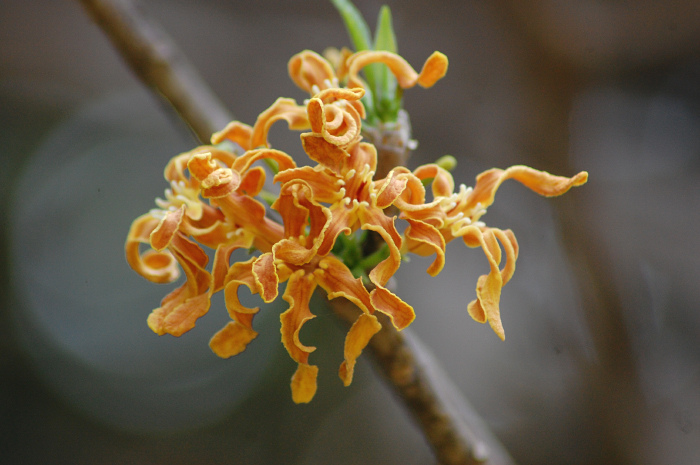
Strophanthus boivinii
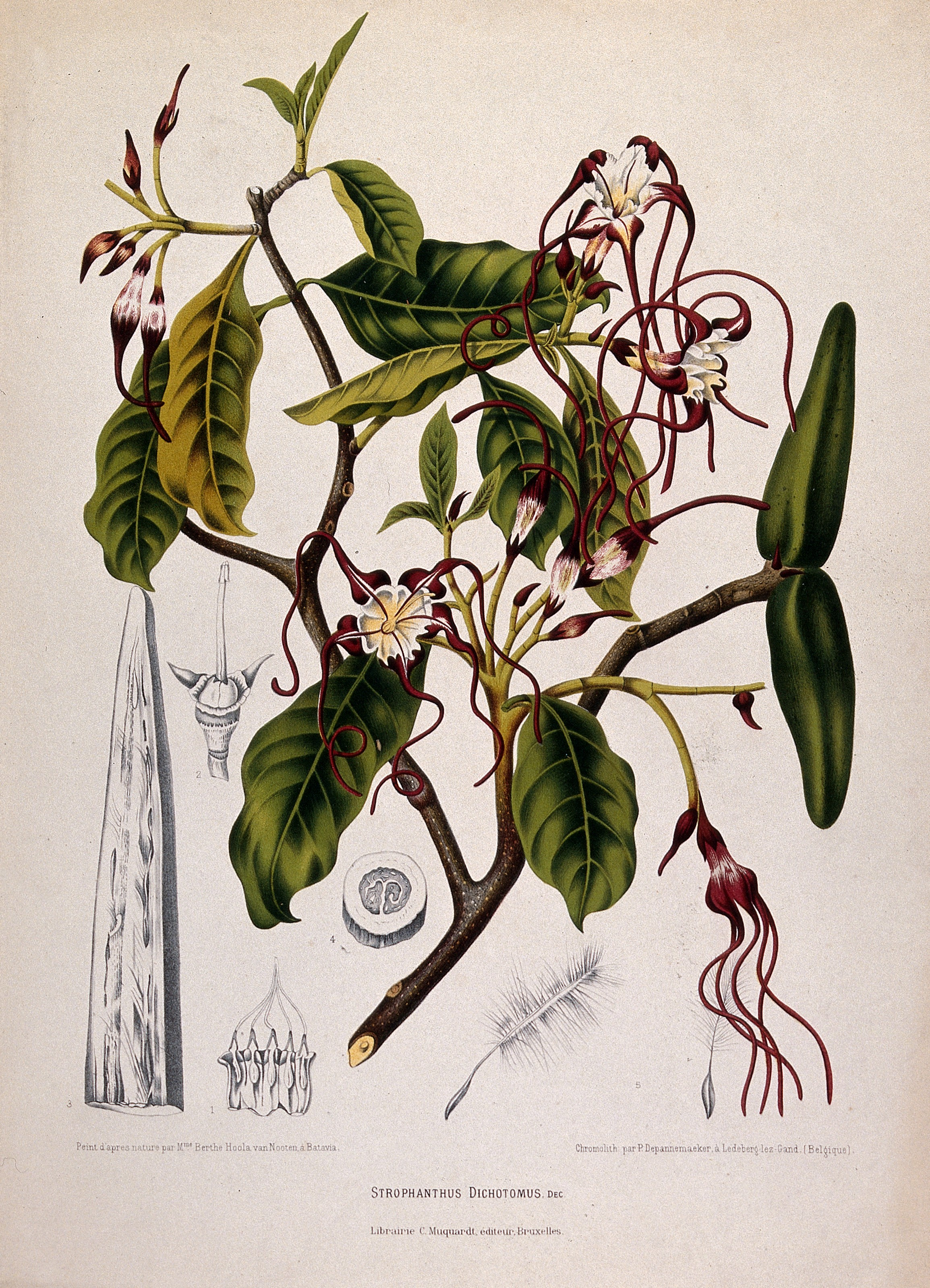
Strophanthus caudatus
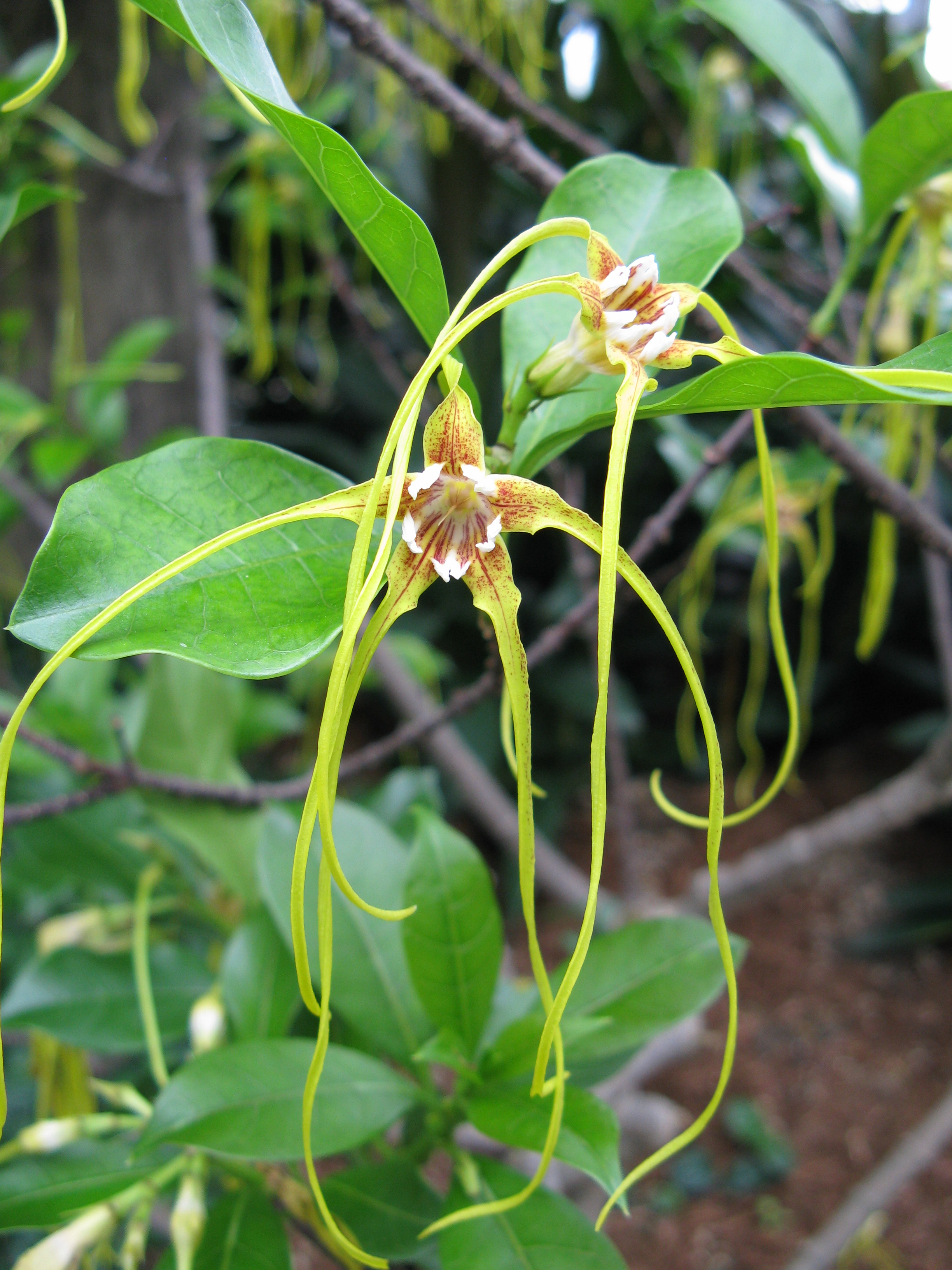
Strophanthus divaricatus
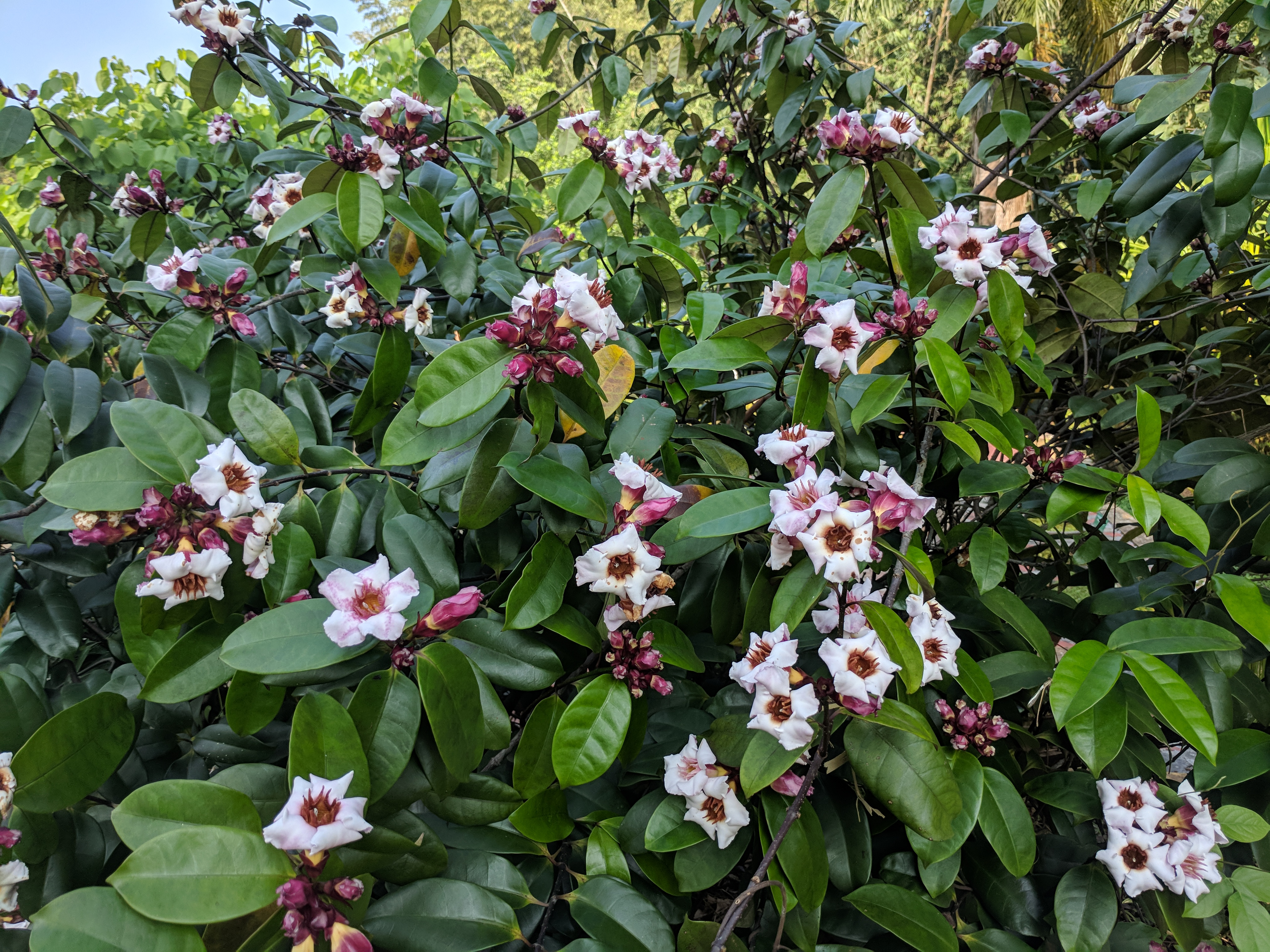
Strophanthus gratus
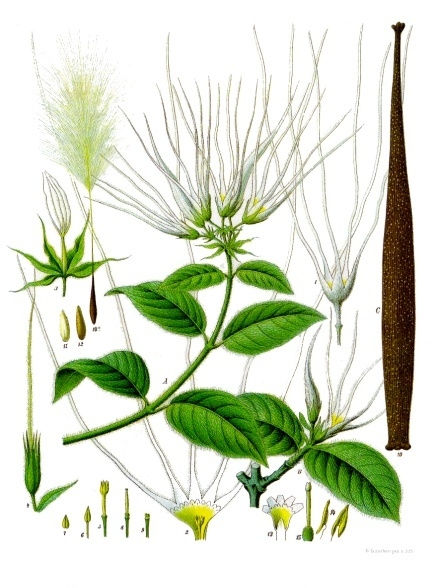
Strophanthus hispidus
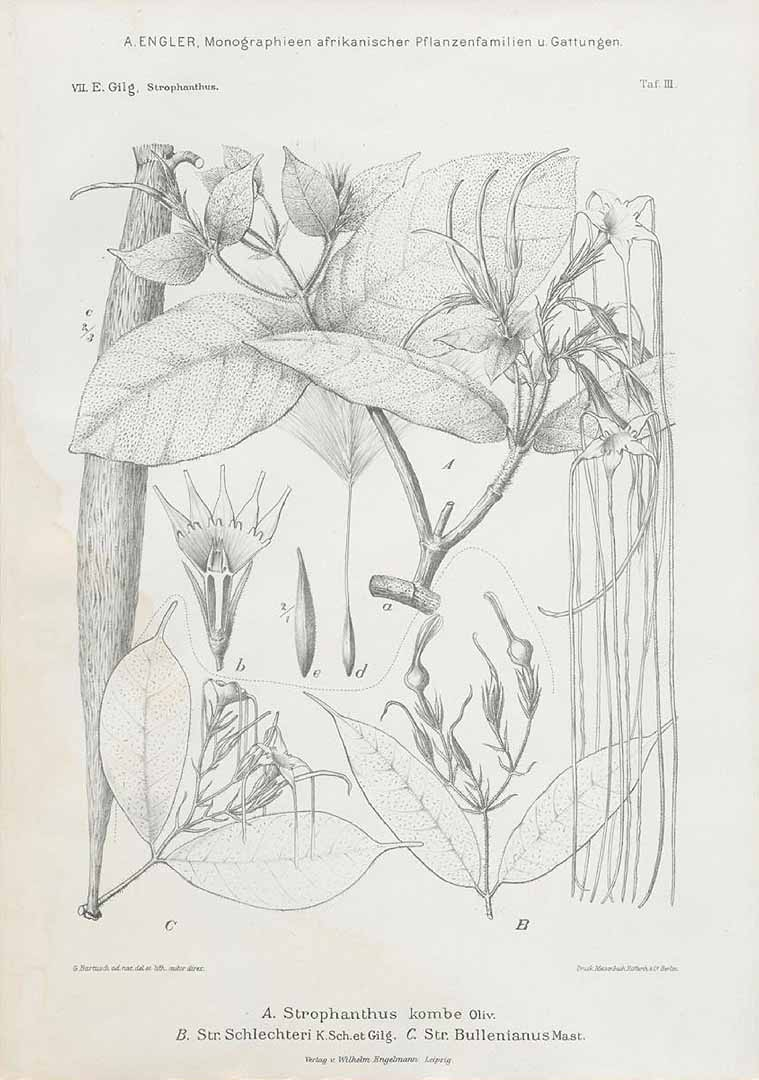
Strophanthus kombe
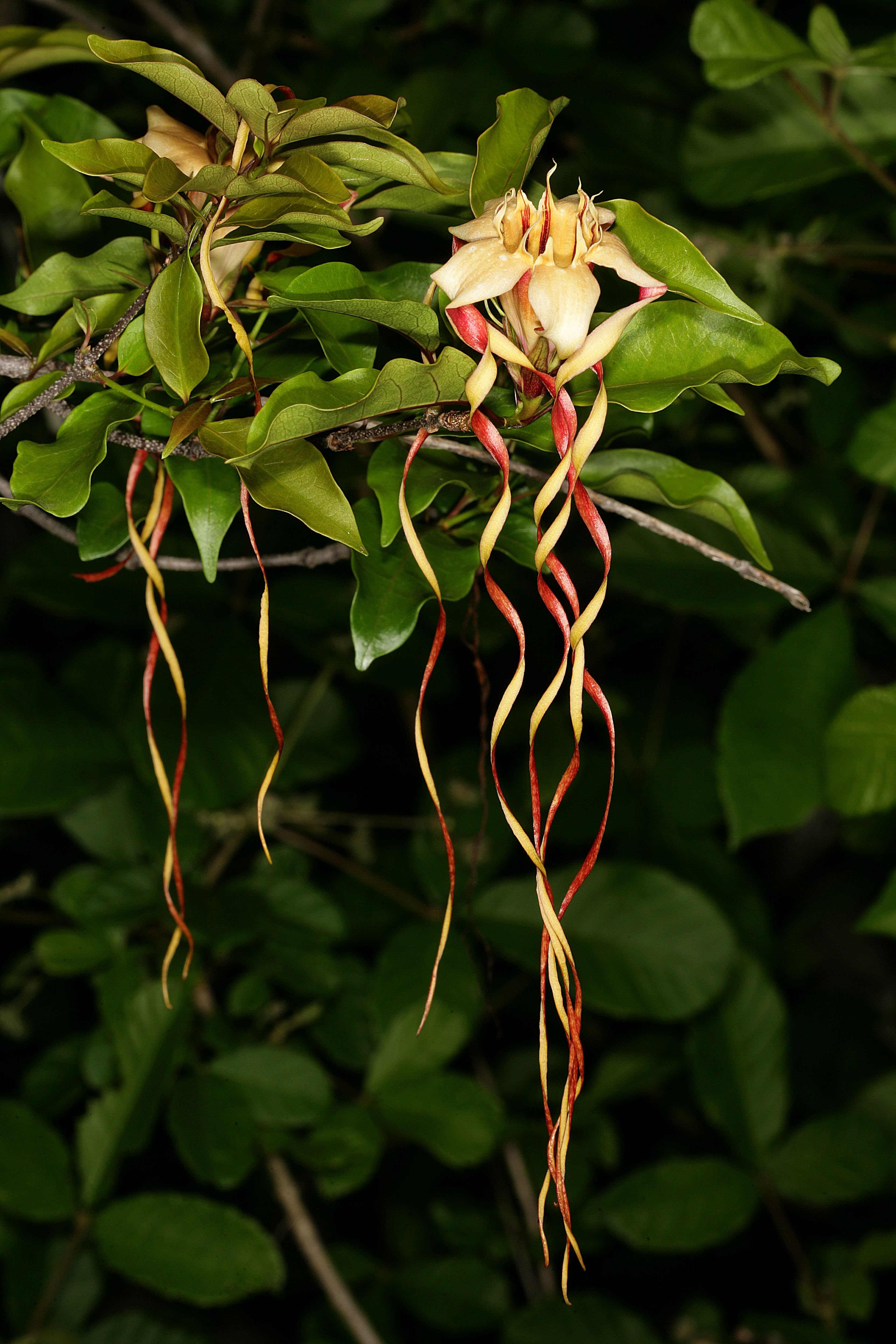
Strophanthus petersianus
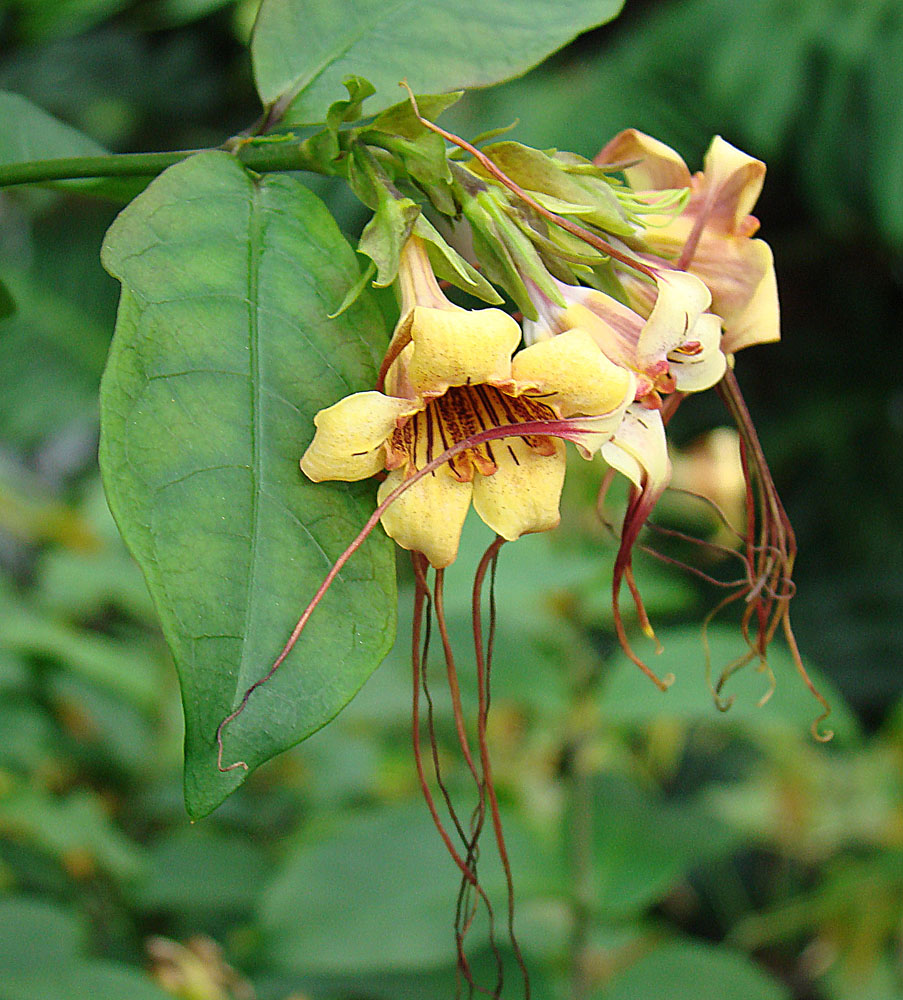
Strophanthus preussii
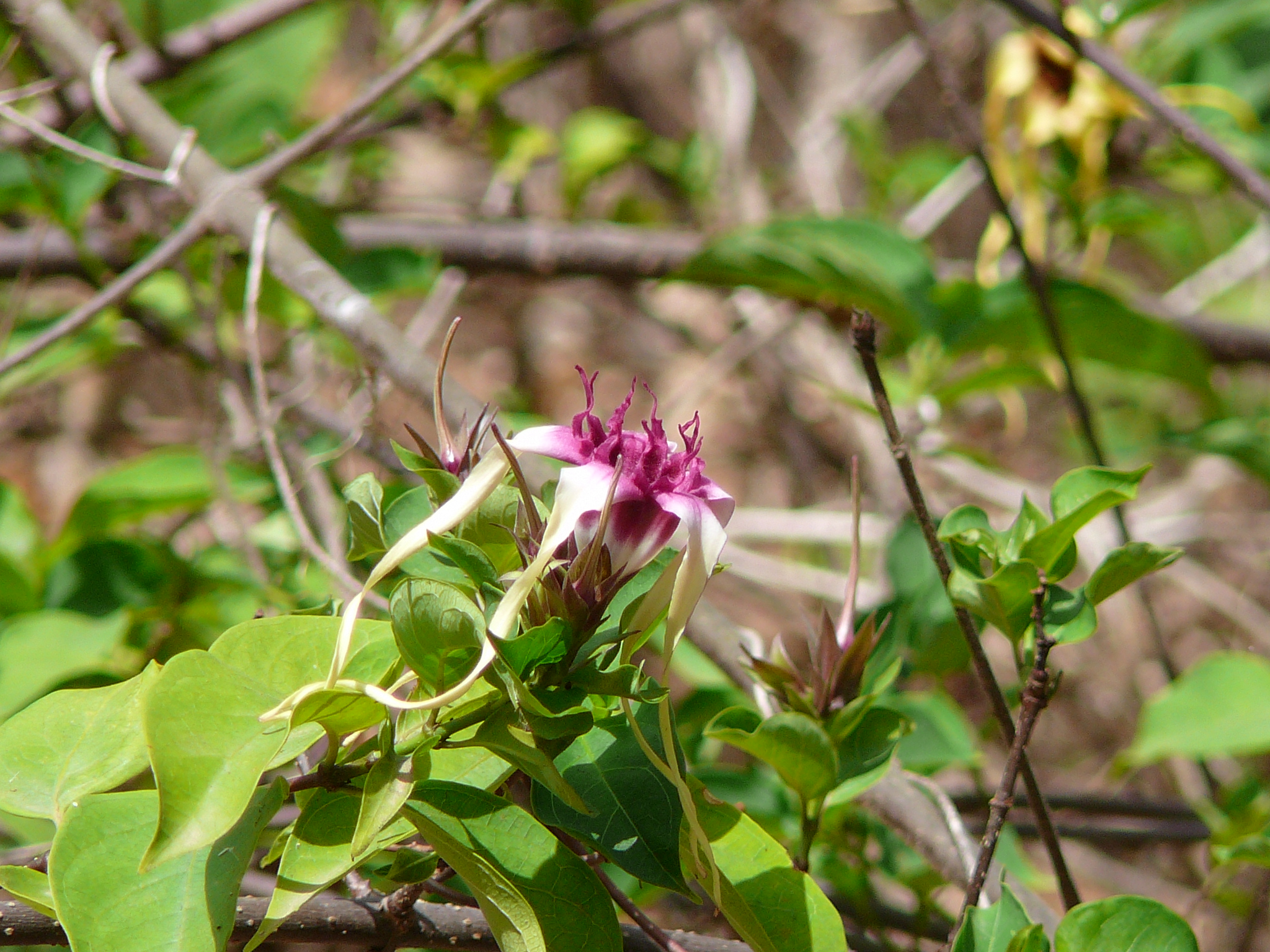
Strophanthus sarmentosus
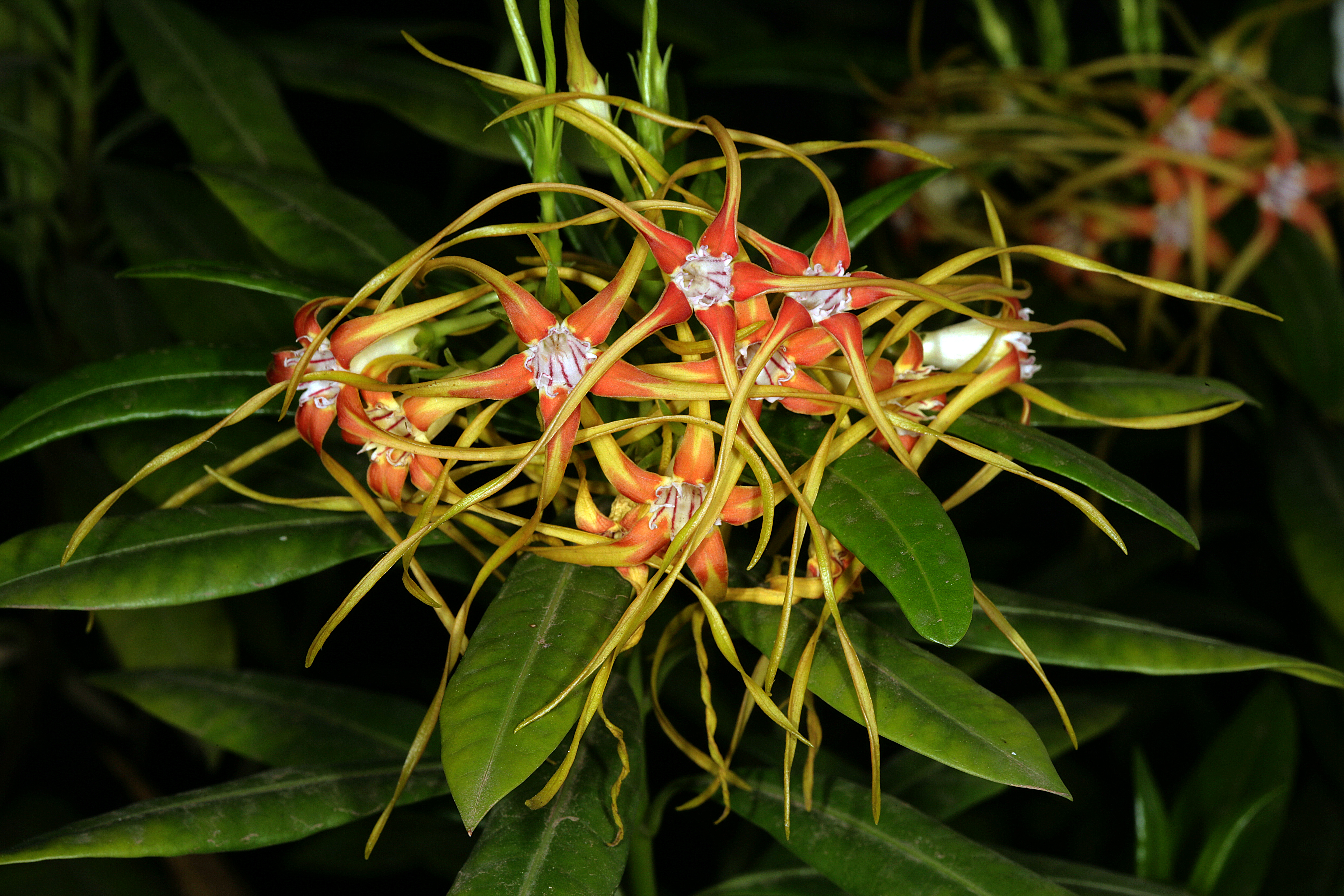
Strophanthus speciosus

## Espécies
1. Strophanthus amboensis - Zaire e Namíbia
2. Strophanthus arnoldianus - Zaire
3. Strophanthus barteri - Libéria e Gabão
4. Strophanthus bequaertii - Zaire, Ruanda e Uganda
5. Strophanthus boivinii - Madagáscar
6. Strophanthus bullenianus - Zare e Nigéria
7. Strophanthus caudatus - China, Sudeste da Ásia e Nova Guiné
8. Strophanthus congoensis - Zaire e Camarões
9. Strophanthus courmontii - Quênia e Zimbábue
10. Strophanthus demeusei - Zaire
11. Strophanthus divaricatus - China, Vietnã e Laos
12. Strophanthus eminii - Zaire, Zâmbia e Tanzânia
13. Strophanthus gardeniiflorus  - Zaire, Zâmbia e Angola
14. Strophanthus gerrardii - Moçambique, Suazilândia e África do Sul
15. Strophanthus gracilis - Nigéria, Camarões e Gabão
16. Strophanthus gratus - Zaire e Senegal
17. Strophanthus hispidus - Senegal, Uganda e Angola
18. Strophanthus holosericeus - Zaire e Zâmbia
19. Strophanthus hypoleucos - Moçambique e Tanzânia
20. Strophanthus kombe - Quênia e Namíbia
21. Strophanthus ledienii - Zaire e Angola
22. Strophanthus luteolus - Moçambique e África do Sul
23. Strophanthus mirabilis - Somália e Quênia
24. Strophanthus mortehanii - Zaire e Camarões
25. Strophanthus nicholsonii - Moçambique, Malawi, Zâmbia e Zimbábue
26. Strophanthus parviflorus - Camarões e Angola
27. Strophanthus perakensis - Indochina e Malásia
28. Strophanthus petersianus - Quênia
29. Strophanthus preussii - Libéria, Tanzânia e Angola
30. Strophanthus puberulus - Indonésia
31. Strophanthus sarmentosus - Libéria, Uganda e Angola
32. Strophanthus singaporianus - Malásia, Singapura e Bornéu
33. Strophanthus speciosus -  África do Sul, Suazilândia e Zimbábue
34. Strophanthus thollonii - Nigéria, Camarões, Gabão e  Costa do Marfim†
35. Strophanthus vanderijstii - Zaïre, Angola
36. Strophanthus wallichii - China, Himalaia, Indochina e Malásia
37. Strophanthus welwitschii - Tanzânia e Angola
38. Strophanthus wightianus - Índia
39. Strophanthus zimmermannianus - Quênia e Tanzânia

Anteriormente incluídos no gênero
- Strophanthus aambe = Papuechites aambe
- Strophanthus balansae = Anodendron paniculatum
- Strophanthus jackianus = Wrightia dubia